# Acanthodelta mezentia
Acanthodelta mezentia är en fjärilsart som beskrevs av Stoll 1780. Acanthodelta mezentia ingår i släktet Acanthodelta och familjen nattflyn. Inga underarter finns listade i Catalogue of Life.

## Bildgalleri

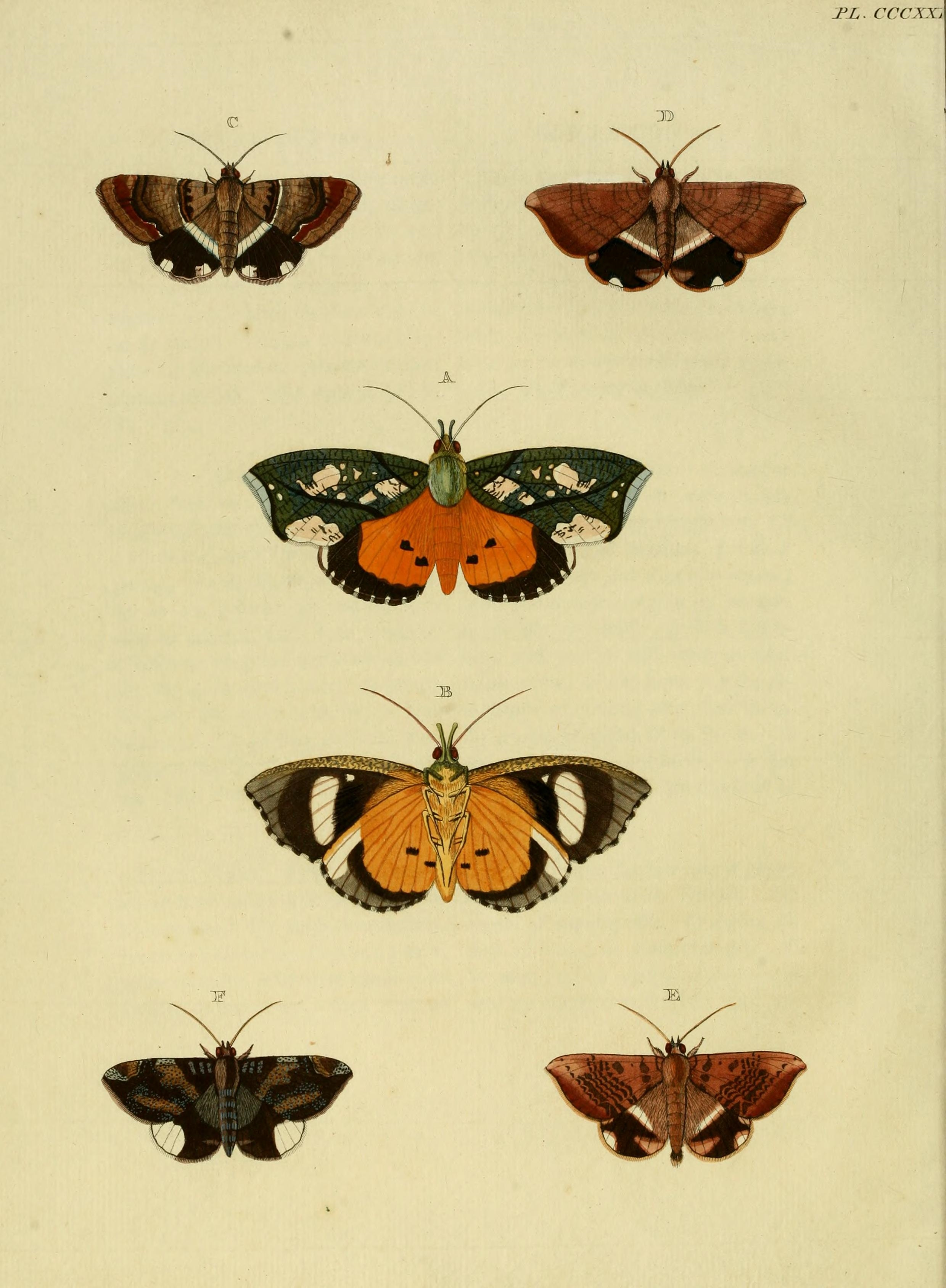